# Jean-Jules-Armand Colbert, Marquis de Blainville

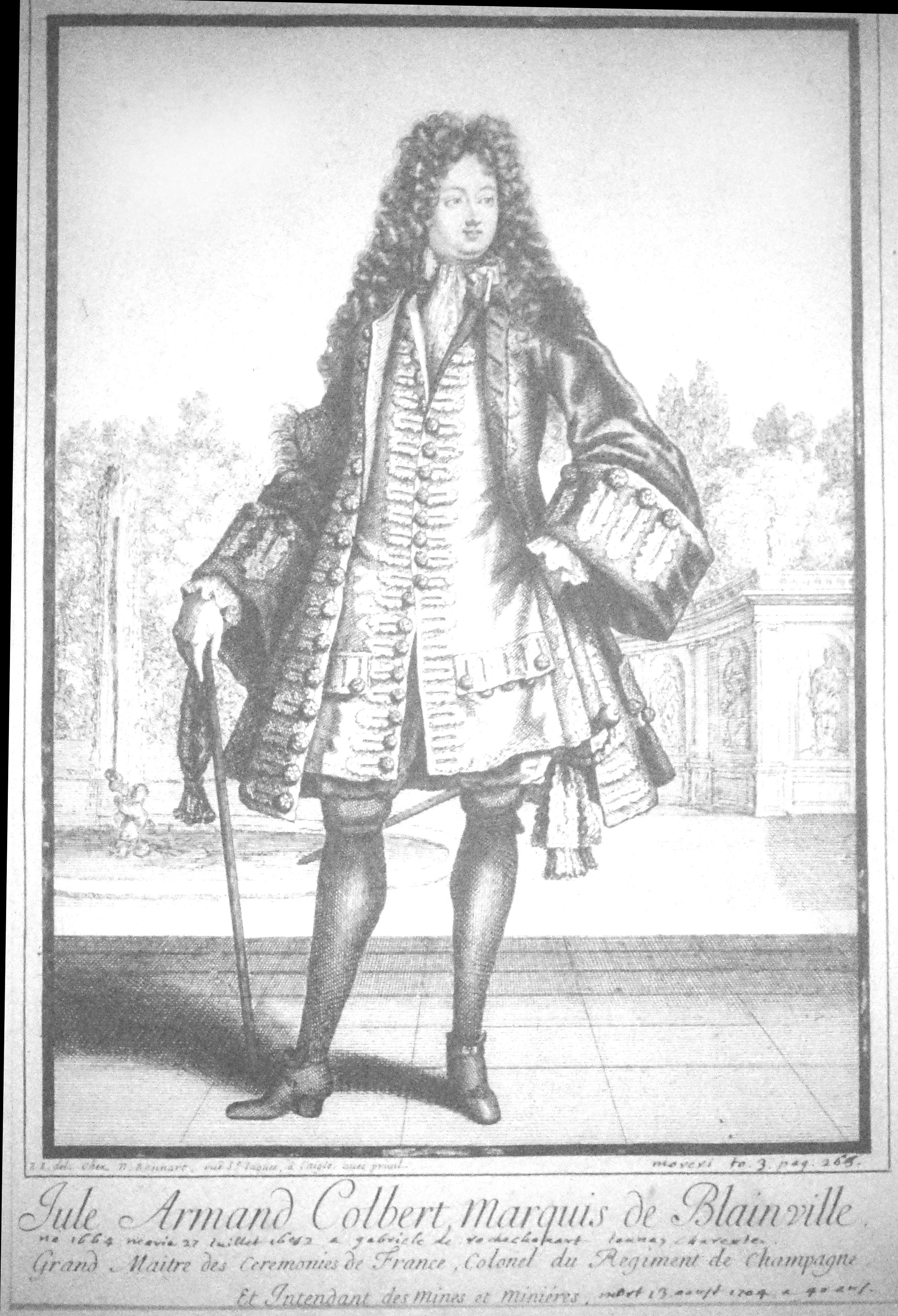
Marquis von Blainville

Jean-Jules-Armand Colbert, Marquis de Blainville (* 17. Dezember 1663; † 13. August 1704 in Ulm) war ein französischer Adliger, Großzeremonienmeister und Militär.

## Biographie
Colbert war der vierte Sohn von Jean-Baptiste Colbert, marquis de Seignelay und Marie Charron Menars. Durch die Heirat mit Gabrielle de Rochechouart-Morte wurde er Adliger und trug den Titel Marquis de Blainville.
Er wurde Gebäude-Superintendent, ein Titel, den er von seinem Vater erbte, der ihm aber missfiel, da er sich zum Soldatentum hingezogen fühlte. Er stieg in der Armee von Ludwig XIV. schnell auf, wurde Capitaine im Régiment de Picardie (1683), Colonel des Régiment de Foix (1684), nahm im Pfälzischen Erbfolgekrieg 1688 an der Einnahme von Philippsburg, Mannheim und Frankenthal teil. Nachdem er seinen Titel als Superintendent verkauft hatte, kehrte er 1701 in den Krieg um die spanische Erbfolge zurück und nahm an den Belagerungen von Kortrijk und Diksmuide teil. Er kämpfte bei Cochem und erhielt ein Regiment in seinem Namen, was ihn dazu führte, in Deutschland zu dienen (1690).
Er wurde zum Maréchal de camp befördert, kämpfte an der Mosel und befehligte die Rheintruppen von Rheinzabern bis Lauterbourg, diente an der Maas (1696), in Flandern (1697) und Landau (1699). Als amtierender Militärgouverneur wurde er am 15. Juni 1702 um 6.00 Uhr nach 59 Tagen offenem  Kampfes in der Belagerung von Kaiserswerth zur Kapitulation gezwungen. Der Graf von Nassau gewährte ihm ehrenhafte Bedingungen. Dieser Widerstand brachte ihm den Titel eines Lieutenant-général ein.
Er diente dann in den Niederlanden, in der Armee des jungen Herzogs von Burgund und Marschall Boufflers. Ab 1703 kämpfte er in Bayern unter Marschall Villars. Er nahm an der Ersten Schlacht von Höchstädt teil, diente im Heer des Kurfürsten von Bayern, kämpft 1704 an der Seite von Marschall Marsin und eroberte die kleine Reichsstadt Giengen. Jean-Jules-Armand Colbert kämpfte auch in der Zweiten Schlacht von Höchstädt, wo er am 13. August so schwer verwundet wurde, dass er am selben Tag starb.

## Bibliographie
- Jacques de Quincy: Histoire militaire du règne de Louis le Grand, vol. 3, Paris 1726, 825 S.
- Jean-Baptiste-Pierre Jullien de Courcelles: Dictionnaire historique et biographique des généraux français, depuis le onzième siècle jusqu'en 1821, Paris 1821, tome 3, S. 562.

| Personendaten    | Personendaten                                     |
| ---------------- | ------------------------------------------------- |
| NAME             | Blainville, Jean-Jules-Armand Colbert, Marquis de |
| KURZBESCHREIBUNG | französischer Adliger und Militär                 |
| GEBURTSDATUM     | 17. Dezember 1663                                 |
| STERBEDATUM      | 13. August 1704                                   |
| STERBEORT        | Ulm                                               |